# Novy-Chevrières
Novy-Chevrières és un municipi francès situat al departament de les Ardenes i a la regió del Gran Est. L'any 2007 tenia 645 habitants.

## Demografia

### Població
El 2007 la població de fet de Novy-Chevrières era de 645 persones. Hi havia 240 famílies de les quals 56 eren unipersonals (8 homes vivint sols i 48 dones vivint soles), 52 parelles sense fills, 108 parelles amb fills i 24 famílies monoparentals amb fills.
La població ha evolucionat segons el següent gràfic:
Habitants censats

### Habitatges
El 2007 hi havia 263 habitatges, 241 eren l'habitatge principal de la família, 8 eren segones residències i 14 estaven desocupats. 250 eren cases i 8 eren apartaments. Dels 241 habitatges principals, 202 estaven ocupats pels seus propietaris, 29 estaven llogats i ocupats pels llogaters i 10 estaven cedits a títol gratuït; 1 tenia una cambra, 6 en tenien dues, 11 en tenien tres, 60 en tenien quatre i 163 en tenien cinc o més. 200 habitatges disposaven pel capbaix d'una plaça de pàrquing. A 95 habitatges hi havia un automòbil i a 118 n'hi havia dos o més.

### Piràmide de població
La piràmide de població per edats i sexe el 2009 era:
| Homes | Edats   | Dones |
| ----- | ------- | ----- |
| 0     | 95 o +  | 0     |
| 4     | 90 a 94 | 0     |
| 4     | 85 a 89 | 4     |
| 4     | 80 a 84 | 8     |
| 4     | 75 a 79 | 16    |
| 8     | 70 a 74 | 20    |
| 8     | 65 a 69 | 20    |
| 4     | 60 a 64 | 0     |
| 16    | 55 a 59 | 8     |
| 28    | 50 a 54 | 28    |
| 28    | 45 a 49 | 24    |
| 24    | 40 a 44 | 16    |
| 20    | 35 a 39 | 20    |
| 16    | 30 a 34 | 8     |
| 16    | 25 a 29 | 8     |
| 16    | 20 a 24 | 16    |
| 16    | 15 a 19 | 24    |
| 32    | 10 a 14 | 36    |
| 20    | 5 a 9   | 4     |
| 4     | 0 a 4   | 16    |

## Economia
El 2007 la població en edat de treballar era de 407 persones, 300 eren actives i 107 eren inactives. De les 300 persones actives 266 estaven ocupades (149 homes i 117 dones) i 34 estaven aturades (14 homes i 20 dones). De les 107 persones inactives 27 estaven jubilades, 35 estaven estudiant i 45 estaven classificades com a «altres inactius».

### Ingressos
El 2009 a Novy-Chevrières hi havia 243 unitats fiscals que integraven 644 persones, la mediana anual d'ingressos fiscals per persona era de 15.810 €.

### Activitats econòmiques
Dels 12  establiments que hi havia el 2007, 2 eren d'empreses alimentàries, 1 d'una empresa de fabricació d'altres productes industrials, 5 d'empreses de construcció, 2 d'empreses de transport, 1 d'una empresa d'hostatgeria i restauració i 1 d'una empresa classificada com a «altres activitats de serveis».
Dels 5 establiments de servei als particulars que hi havia el 2009, 1 era un paleta, 2 guixaires pintors, 1 lampisteria i 1 restaurant.
L'únic establiment comercial que hi havia el 2009 era una fleca.
L'any 2000 a Novy-Chevrières hi havia 15 explotacions agrícoles que ocupaven un total de 1.111 hectàrees.

## Equipaments sanitaris i escolars
El 2009 hi havia una escola elemental.

## Poblacions properes
El següent diagrama mostra les poblacions més properes.